# Ar-Ramla
Ar-Ramla (arab. الرملة; fr. Remla) – główne miasto wysp Karkana, położone na wyspie Szarki w Tunezji.